# Córrego Borá
O corrego Borá é um curso de água do estado de São Paulo. Passa pelo município de São José do Rio Preto a céu aberto na avenida Juscelino Kubitschek de Oliveira, na qual a mata ciliar é inadequada, e canalizado na Bady.

## História
O córrego Borá, assim como o córrego Canela, faz parte da lenda do pássaro azul, na qual dois amigos se perdem na mata entre os dois córregos e um pássaro azul surge para ajudá-los. [carece de fontes?]

## Esgoto e canalização
O córrego Borá recebe esgoto da cidade, tornando-se poluído.
Durante o tempo do prefeito Alberto Andaló, este canalizou-o para facilitar o tráfego dos carros. Hoje ele está canalizado na avendida Bady Bassit.